# Anežka Babenberská (1182)
Anežka Babenberská (1151/1154 – 13. ledna 1182) byla uherská královna a vévodkyně korutanská.

## Život
Narodila se jako dcera rakouského markraběte Jindřicha II. Jasomirgotta a jeho druhé manželky Theodory Komnenovny. Poprvé se provdala ve svých patnácti letech (1166) za uherského krále Štěpána III., který předtím zrušil zasnoubení s dcerou haličského knížete Jaroslava Osnomysla. Z manželství se možná narodil syn Béla, který ale zemřel ještě před svým otcem.
Po násilné smrti Štěpána († 1172) se v roce 1173 znovu provdala za korutanského vévodu Heřmana II. († 1181). Ani druhé manželství netrvalo příliš dlouho, protože vévoda Heřman zemřel v roce 1181. Anežka svého druhého manžela následovala o rok později. Byla pohřbena ve vídeňském skotském klášteře. Z manželství se narodili dva synové, pozdější korutanští vévodové. Starší Oldřich II. a mladší Bernard.